# Haloquadratum
Haloquadratum je rod archeí z kmene Euryarchaeota, třídy Halobacteria. Jedná se o halofilní druhy. První identifikovaný druh, Haloquadratum walsbyi, je zajímavý svým neobvyklým tvarem plochých buněk, jež připomínají obdélník. Poprvé byl objeven roku 1980, kultivován byl poprvé roku 2004.
Buňka obsahuje množství vakuol naplněných vzduchem, jež nadnášejí buňku a umožňují jí tak lépe pohlcovat světlo. Také disponují jedním nebo více bičíky, a jsou tak poměrně pohyblivé. Buňky se někdy spojují vedle sebe (viz obrázek), tvoří pak křehké destičky tlusté jen 40 mikrometrů.